# 1987-es MotoGP-világbajnokság
Az 1987-es gyorsaságimotoros-világbajnokság volt a MotoGP 39. szezonja. A bajnokságban 80, 125, 250 és 500 köbcentiméteres motorokkal indulhattak a versenyzők.

## Összefoglaló
A királykategóriában Wayne Gardner szerezte meg a világbajnoki címet, így ő lett az első ausztrál, akinek ezt sikerült véghezvinnie. Gardner minden versenyen pontot szerzett. A második helyen ismét Randy Mamola végzett, egy ponttal megelőzve Eddie Lawsont, akinek kettővel több győzelme volt, mint neki. 20 év után először rendeztek japán nagydíjat, Szuzukában.
A negyedlitereseknél a venezuelai Carlos Lavado nem tudta megvédeni bajnoki címét, ugyanis több sérülés is hátráltatta. A győztes így végül Anton Mang lett, aki 8 nyolc győzelemmel szerezte meg a vb-címet. 8 győzelme ellenére csak 28 ponttal előzte meg a második, szintén német Reinhold Roth-ot.
A 125 köbcentiméteres géposztályban Fausto Gresini a lehetséges 11 győzelemből 10-et megszerzett, így hatalmas előnnyel lett világbajnok. 150 pontjával szemben a második Bruno Casanova mindössze 88 pontot tudott felmutatni. A maradék 1 verseny győztese, Paolo Casoli harmadik lett.
A 80 köbcentiméteres géposztályban is egyértelmű volt a bajnok kiléte, ugyanis Jorge Martínez szintén nagyon magabiztosan, hét győzelmet begyűjtve szerezte meg a világbajnoki címet.

## Versenynaptár
| #  | Verseny              | Helyszín     | 80 cm³ győztes    | 125 cm³ győztes | 250 cm³ győztes  | 500 cm³ győztes | Összefoglaló |
| -- | -------------------- | ------------ | ----------------- | --------------- | ---------------- | --------------- | ------------ |
| 1  | japán nagydíj        | Suzuka       |                   |                 | Kobajasi Maszaru | Randy Mamola    | Összefoglaló |
| 2  | spanyol nagydíj      | Jerez        | Jorge Martínez    | Fausto Gresini  | Martin Wimmer    | Wayne Gardner   | Összefoglaló |
| 3  | német nagydíj        | Hockenheim   | Gerhard Waibel    | Fausto Gresini  | Anton Mang       | Eddie Lawson    | Összefoglaló |
| 4  | nemzetek nagydíja    | Monza        | Jorge Martínez    | Fausto Gresini  | Anton Mang       | Wayne Gardner   | Összefoglaló |
| 5  | osztrák nagydíj      | Salzburgring | Jorge Martínez    | Fausto Gresini  | Anton Mang       | Wayne Gardner   | Összefoglaló |
| 6  | jugoszláv nagydíj    | Fiume        | Jorge Martínez    |                 | Carlos Lavado    | Wayne Gardner   | Összefoglaló |
| 7  | Holland TT           | Assen        | Jorge Martínez    | Fausto Gresini  | Anton Mang       | Eddie Lawson    | Összefoglaló |
| 8  | francia nagydíj      | Le Mans      |                   | Fausto Gresini  | Reinhold Roth    | Randy Mamola    | Összefoglaló |
| 9  | brit nagydíj         | Donington    | Jorge Martínez    | Fausto Gresini  | Anton Mang       | Eddie Lawson    | Összefoglaló |
| 10 | svéd nagydíj         | Anderstorp   |                   | Fausto Gresini  | Anton Mang       | Wayne Gardner   | Összefoglaló |
| 11 | csehszlovák nagydíj  | Brno         | Stefan Dörflinger | Fausto Gresini  | Anton Mang       | Wayne Gardner   | Összefoglaló |
| 12 | San Marinó-i nagydíj | Misano       | Manuel Herreros   | Fausto Gresini  | Loris Reggiani   | Randy Mamola    | Összefoglaló |
| 13 | portugál nagydíj     | Jarama       | Jorge Martínez    | Paolo Casoli    | Anton Mang       | Eddie Lawson    | Összefoglaló |
| 14 | brazil nagydíj       | Goiânia      |                   |                 | Dominique Sarron | Wayne Gardner   | Összefoglaló |
| 15 | argentin nagydíj     | Buenos Aires |                   |                 | Sito Pons        | Eddie Lawson    | Összefoglaló |

## Végeredmény

### 500 cm³
| #  | Versenyző            | Rajtszám | Motor               | Pont | Győzelem | Pole | L.kör |
| -- | -------------------- | -------- | ------------------- | ---- | -------- | ---- | ----- |
| 1  | Wayne Gardner        | 2        | Rothmans-Honda      | 178  | 7        | 10   | 8     |
| 2  | Randy Mamola         | 3        | Lucky Strike-Yamaha | 158  | 3        | 1    | 3     |
| 3  | Eddie Lawson         | 1        | Marlboro-Yamaha     | 157  | 5        | 2    | 1     |
| 4  | Ron Haslam           | 9        | Elf-Honda           | 72   |          |      |       |
| 5  | Niall Mackenzie      | 11       | HB-Honda            | 61   |          | 1    |       |
| 6  | Taira Tadahiko       | 21       | Marlboro-Yamaha     | 56   |          |      | 1     |
| 7  | Christian Sarron     | 6        | Gauloises-Yamaha    | 52   |          | 1    |       |
| 8  | Pier-Francesco Chili | 10       | HB-Honda            | 47   |          |      |       |
| 9  | Jacusiro Sundzsi     | 16       | Rothmans-Honda      | 40   |          |      |       |
| 10 | Rob McElnea          | 5        | Marlboro-Yamaha     | 39   |          |      |       |
| 11 | Roger Burnett        |          | Honda               | 25   |          |      |       |
| 12 | Didier de Radiguès   |          | Cagiva              | 21   |          |      | 1     |

### 250 cm³
| #  | Versenyző        | Rajtszám | Ország        | Motor   | Pont | Győzelem |
| -- | ---------------- | -------- | ------------- | ------- | ---- | -------- |
| 1  | Anton Mang       | 4        | NSZK          | Honda   | 136  | 8        |
| 2  | Reinhold Roth    | 24       | NSZK          | Honda   | 108  | 1        |
| 3  | Sito Pons        | 2        | Spanyolország | Honda   | 108  | 1        |
| 4  | Dominique Sarron | 3        | Franciaország | Honda   | 97   | 1        |
| 5  | Carlos Cardús    | 12       | Spanyolország | Honda   | 70   |          |
| 6  | Loris Reggiani   |          | Olaszország   | Aprilia | 68   | 1        |
| 7  | Luca Cadalora    | 22       | Olaszország   | Yamaha  | 63   |          |
| 8  | Martin Wimmer    | 6        | NSZK          | Yamaha  | 61   | 1        |
| 9  | Jacques Cornu    | 7        | Svájc         | Honda   | 50   |          |
| 10 | Carlos Lavado    | 1        | Venezuela     | Yamaha  | 46   | 1        |

### 125 cm³
| #  | Versenyző          | Rajtszám | Ország        | Motor   | Pont | Győzelem |
| -- | ------------------ | -------- | ------------- | ------- | ---- | -------- |
| 1  | Fausto Gresini     | 2        | Olaszország   | Garelli | 150  | 10       |
| 2  | Bruno Casanova     | 23       | Olaszország   | Garelli | 88   |          |
| 3  | Paolo Casoli       |          | Olaszország   | AGV     | 61   | 1        |
| 4  | Domenico Brigaglia | 3        | Olaszország   | AGV     | 58   |          |
| 5  | August Auinger     | 4        | Ausztria      | MBA     | 54   |          |
| 6  | Ezio Gianola       | 5        | Olaszország   | Honda   | 45   |          |
| 7  | Pier Paolo Bianchi | 8        | Olaszország   | MBA     | 43   |          |
| 8  | Andrés Sánchez     | 26       | Spanyolország | Ducados | 40   |          |
| 9  | Lucio Pietroniro   | 7        | Belgium       | MBA     | 32   |          |
| 10 | Mike Leitner       |          | Ausztria      | MBA     | 32   |          |

### 80 cm³
| #  | Versenyző         | Rajtszám | Ország             | Motor   | Pont | Győzelem |
| -- | ----------------- | -------- | ------------------ | ------- | ---- | -------- |
| 1  | Jorge Martínez    | 1        | Spanyolország      | Derbi   | 129  | 7        |
| 2  | Manuel Herreros   | 2        | Spanyolország      | Derbi   | 86   | 1        |
| 3  | Gerhard Waibel    | 5        | NSZK               | Krauser | 82   | 1        |
| 4  | Stefan Dörflinger | 3        | Svájc              | Krauser | 75   | 1        |
| 5  | Ian McConnachie   | 5        | Egyesült Királyság | Krauser | 51   |          |
| 6  | Jörg Seel         | 6        | NSZK               | Seel    | 38   |          |
| 7  | Hubert Abold      | 9        | NSZK               | Krauser | 33   |          |
| 8  | Luis Reyes        | 22       | Spanyolország      | Autisa  | 31   |          |
| 9  | Josef Fischer     | 9        | Ausztria           | Krauser | 19   |          |
| 10 | Julián Miralles   |          | Spanyolország      | Derbi   | 18   |          |

## Fordítás
- Ez a szócikk részben vagy egészben  a(z)   1987 Grand Prix motorcycle racing season című angol Wikipédia-szócikk fordításán alapul.  Az eredeti cikk szerkesztőit annak laptörténete sorolja fel. Ez a jelzés csupán a megfogalmazás eredetét és a szerzői jogokat jelzi, nem szolgál a cikkben szereplő információk forrásmegjelöléseként.